# Бич, Рекс
Рекс Эллингвуд Бич (англ. Rex Ellingwood Beach; 1 сентября 1877, Бенкс Тауншип, Мичиган — 7 декабря 1949, Себринг, Флорида) — американский писатель и ватерполист, серебряный призёр летних Олимпийских игр 1904.

## Биография и литературная карьера
Рекс Бич родился в зажиточной мичиганской семье. Ему прочили карьеру юриста, но жизнь забросила его на Аляску, в Клондайк времен Золотой лихорадки. После пяти лет тщетных старательских работ, Рэкс Бич переключился на литературу.
Его первый роман, «Негодяи» (англ. The Spoilers), был основан на реальных событиях коррупционного скандала в правительстве Аляски, свидетелем которых был сам Рекс в бытность старателем на прииске Ном (Аляска). Роман стал бестселлером 1906 года.
Приключенческие романы писателя пользовались большой популярностью в начале XX века. Несмотря на популярность, некоторые критики того времени находили произведения Рекса Бича стереотипными и предсказуемыми, а его самого называли «качком» от литературы. Историк Аляски Стивен Хейкокс так отзывался о творчестве писателя: «…к счастью большинство книг Рекса Бича уже позабыты».
Многие произведения Рекса Бича были экранизированы. В частности, роман «Негодяи» был адаптирован для театральной постановки, а позднее, в 1942 году на экраны вышел одноименный фильм, где роль Шэрри Малотт сыграла выдающаяся Марлен Дитрих. Помимо этой, самой знаменитой экранизации, были ещё четыре: в 1914, 1923, 1930 и 1955. 
 Роман «Серебряная стая» (англ. The Silver Horde) экранизировался дважды: в 1920 и 1930 годах.
Бич периодически писал для кино и выпустил несколько пьес, которые ставились с переменным успехом. В 1949 году, через два года после смерти своей жены Эдит, Бич покончил с собой в возрасте 72 лет. Он и его жена похоронены напротив здания Ассоциации Выпускников Роллинского Колледжа, чьим первым президентом был Рекс Бич.

## Спортивная карьера
На Играх 1904 в Сент-Луисе Бич выступал на демонстрационном турнире за команду Чикаго. Его сборная заняла второе место.